# Fischia il vento
Fischia il vento (en français : Siffle le vent) est une chanson populaire italienne, écrite en septembre 1943 pendant la Résistance.

## Histoire
Les paroles ont été écrites par Felice Cascione (it).
L'air provient de la chanson populaire russe Katyusha. Avec Bella ciao, elle est l'une des plus célèbres chansons de la Résistance italienne[réf. nécessaire].

## Paroles
| Fischia il vento, urla la bufera, scarpe rotte eppur bisogna andar, a conquistare la rossa primavera dove sorge il sol dell'avvenir. A conquistare la rossa primavera dove sorge il sol dell'avvenir. Ogni contrada è patria del ribelle, ogni donna a lui dona un sospir, nella notte lo guidano le stelle, forte il cuore e il braccio nel colpir. Nella notte lo guidano le stelle, forte il cuore e il braccio nel colpir. Se ci coglie la crudele morte dura vendetta verrà dal partigian, ormai sicura è già la dura sorte del fascista vile e traditor. Ormai sicura è già la dura sorte del fascista vile e traditor. Cessa il vento, calma la bufera, torna a casa il fiero partigian, sventolando la rossa sua bandiera vittoriosi, alfin liberi siam. Sventolando la rossa sua bandiera vittoriosi, alfin liberi siam. | Siffle le vent, hurle la tempête, Souliers usés et pourtant il faut aller Conquérir le printemps rouge Où se lève le soleil de l'avenir Conquérir le printemps rouge Où se lève le soleil de l'avenir Chaque contrée est la patrie du rebelle Chaque femme soupire après lui Dans la nuit les étoiles le guident Son cœur et son bras sont forts au moment de frapper Dans la nuit les étoiles le guident Son cœur et son bras sont forts au moment de frapper Si la mort cruelle nous surprend Dure sera la vengeance du partisan Il est déjà sûr le dur destin Du fasciste, lâche et traître. Il est déjà sûr le dur destin Du fasciste, lâche et traître. Cesse le vent, se calme la tempête Le fier partisan rentre chez lui En agitant son rouge drapeau Victorieux, enfin libres nous sommes En agitant son rouge drapeau Victorieux, enfin libres nous sommes. |

## Dans la culture populaire
Dans une scène de Buongiorno, notte de Marco Bellocchio, de vieux partisans chantent Fischia il vento.[réf. nécessaire].